# Wodiane (hromada Rozdory)
Wodiane (ukr. Водяне) – wieś na Ukrainie, w obwodzie dniepropetrowskim, w rejonie synelnykowskim, w hromadzie Rozdory. W 2001 liczyła 208 mieszkańców, spośród których 194 wskazało jako ojczysty język ukraiński, 12 rosyjski, a 2 inny.